# コパ・アメリカ1975
南アメリカのサッカーのナショナルチームが参加するコパ・アメリカの1975年大会は1975年7月17日から10月28日まで開催された。特定の開催地を定めず、全試合がホーム・アンド・アウェー方式によって各国で開催された最初の大会となった。また、この大会より名称が南米選手権からコパ・アメリカに変更された。南米サッカー連盟(CONMEBOL)に加盟する10カ国すべてが参加し、前回チャンピオンのウルグアイはグループステージを免除され準決勝からの出場だった。

## 1回戦
3チームずつ3つの組に分けられ、各チームがグループ内の他のチームと2回（ホーム・アンド・アウェー）対戦した。勝利には勝ち点2、引き分けには勝ち点1が与えられ、負けには勝ち点は与えられない。各グループの1位が準決勝に進む。

### グループA
| チーム       | 勝 点 | 試 合 | 勝 利 | 引 分 | 敗 戦 | 得 点 | 失 点 |
| ------------ | ----- | ----- | ----- | ----- | ----- | ----- | ----- |
| ブラジル     | 8     | 4     | 4     | 0     | 0     | 13    | 1     |
| アルゼンチン | 4     | 4     | 2     | 0     | 2     | 17    | 4     |
| ベネズエラ   | 0     | 4     | 0     | 0     | 4     | 1     | 26    |

| 1975年7月31日 |

| ベネズエラ | 0–4 | ブラジル                                                           |
|            |     | ロメウ・カンバリョータ 2分 · ダニバウ 50分 · パリーニャ 82分, 88分 |

| エスタディオ・オリンピコ, カラカス 観客数: 20,000 主審: カルロス・リベーロ |

| 1975年8月3日 |

| ベネズエラ      | 1–5 | アルゼンチン                                              |
| イリアルテ 14分 |     | ルケ 12分, 34分, 66分 · ケンペス 30分 · アルディレス 86分 |

| エスタディオ・オリンピコ, カラカス 観客数: 15,000 主審: ラファエル・オルマサバル |

| 1975年8月6日 |

| ブラジル                     | 2–1 | アルゼンチン |
| ネリーニョ 31分, 55分 (pen.) |     | アサド 11分  |

| ミネイロン, ベロオリゾンテ 観客数: 80,000 主審: ラモン・バレット |

| 1975年8月10日 |

| アルゼンチン | 11–0 | ベネズエラ |
| キジェル 8分, 41分, 62分 · ガジェゴ 14分 · アルディレス 39分 · ケンペス 53分, 81分 · サナブリア 56分, 64分 · ボベダ 80分 · ルケ 85分 |      |            |

| コル・デ・レオン, ロサリオ 観客数: 50,000 主審: ペドロ・レジェス |

| 1975年8月13日 |

| ブラジル                                                                                      | 6–0 | ベネズエラ |
| ロベルト・バタタ 6分, 79分 · ネリーニョ 9分 · ダニバウ 37分 · カンポス 53分 · パリーニャ 65分 |     |            |

| ミネイロン, ベロオリゾンテ 観客数: 32,000 主審: カルロス・リベーロ |

| 1975年8月16日 |

| アルゼンチン | 0–1 | ブラジル      |
|              |     | ダニバウ 45分 |

| コル・デ・レオン, ロサリオ 観客数: 50,000 主審: カルロス・ロブレス |

### グループB
| チーム   | 勝 点 | 試 合 | 勝 利 | 引 分 | 敗 戦 | 得 点 | 失 点 |
| -------- | ----- | ----- | ----- | ----- | ----- | ----- | ----- |
| ペルー   | 7     | 4     | 3     | 1     | 0     | 8     | 3     |
| チリ     | 3     | 4     | 1     | 1     | 2     | 7     | 6     |
| ボリビア | 2     | 4     | 1     | 0     | 3     | 3     | 9     |

| 1975年7月17日 |

| チリ            | 1–1 | ペルー      |
| クリソスト 10分 |     | ロハス 72分 |

| エスタディオ・ナシオナル, サンティアゴ 観客数: 50,000 主審: オマール・デルガド |

| 1975年7月20日 |

| ボリビア        | 2–1 | チリ          |
| メサ 60分, 75分 |     | ガンボア 41分 |

| エスタディオ・ヘスス・ベルムデス, オルロ 観客数: 18,000 主審: エクトル・オルティス |

| 1975年7月27日 |

| ボリビア | 0–1 | ペルー        |
|          |     | ラミレス 17分 |

| エスタディオ・ヘスス・ベルムデス, オルロ 観客数: 18,000 主審: アルベルト・ドゥカテッリ |

| 1975年8月7日 |

| ペルー                                              | 3–1 | ボリビア         |
| ラミレス 7分 (pen.) · クエト 26分 · オブリタス 52分 |     | メサ 58分 (pen.) |

| エスタディオ・ナシオナル (リマ), リマ 観客数: 40,000 主審: ロムアウド・アルッピ・フィーリョ |

| 1975年8月13日 |

| チリ                                                | 4–0 | ボリビア |
| アラネダ 40分, 87分 · アウマダ 61分 · ガンボア 71分 |     |          |

| エスタディオ・ナシオナル, サンティアゴ 観客数: 15,000 主審: アルトゥーロ・イトゥラルデ |

| 1975年8月20日 |

| ペルー                                         | 3–1 | チリ                    |
| ロハス 3分 · オブリタス 32分 · クビジャス 39分 |     | カルロス・レイノソ 76分 |

| エスタディオ・アレハンドロ・ビジャヌエバ, リマ 観客数: 35,000 主審: フアン・ホセ・アルトゥナット |

### グループC
| チーム     | 勝 点 | 試 合 | 勝 利 | 引 分 | 敗 戦 | 得 点 | 失 点 |
| ---------- | ----- | ----- | ----- | ----- | ----- | ----- | ----- |
| コロンビア | 8     | 4     | 4     | 0     | 0     | 7     | 1     |
| パラグアイ | 3     | 4     | 1     | 1     | 2     | 5     | 5     |
| エクアドル | 1     | 4     | 0     | 1     | 3     | 4     | 10    |

| 1975年7月20日 |

| コロンビア    | 1–0 | パラグアイ |
| ディアス 83分 |     |            |

| エスタディオ・エル・カンピン, ボゴタ 観客数: 60,000 主審: ロムアウド・アルッピ・フィーリョ |

| 1975年7月24日 |

| エクアドル                    | 2–2 | パラグアイ        |
| ラソ 38分 · カスタニェダ 47分 |     | キエセ 16分, 87分 |

| エスタディオ・モデロ, グアヤキル 観客数: 50,000 主審: マリオ・フィオレンサ |

| 1975年7月27日 |

| エクアドル  | 1–3 | コロンビア                                    |
| カレラ 40分 |     | オルティス 15分 · レタト 75分 · カストロ 83分 |

| エスタディオ・オリンピコ・アタウアルパ, キト 観客数: 45,000 主審: ミゲル・アンヘル・コメサナ |

| 1975年7月30日 |

| パラグアイ | 0–1 | コロンビア    |
|            |     | ディアス 40分 |

| デフェンソーレス・デル・チャコ, アスンシオン 観客数: 50,000 主審: アルナウド・セーザル・コエーリョ |

- 43分に試合中断

| 1975年8月7日 |

| コロンビア                  | 2–0 | エクアドル |
| ディアス 15分 · カレロ 42分 |     |            |

| エスタディオ・エル・カンピン, ボゴタ 観客数: 50,000 主審: カルロス・ロブレス |

| 1975年8月10日 |

| パラグアイ                      | 3–1 | エクアドル      |
| バエス 21分 · ロロン 39分, 58分 |     | カスタニェダ 31 |

| デフェンソーレス・デル・チャコ, アスンシオン 観客数: 10,000 主審: アルマンド・マルケス |

## ノックアウトラウンド

### 準決勝
| 1975年9月21日 |

| コロンビア                                                                | 3–0 | ウルグアイ |
| アングロ 53分 · オルティス 70分 · ディアス 90分 · デ・ロス・サントス 17分 |     |            |

| エスタディオ・エル・カンピン, ボゴタ 観客数: 55,000 主審: セサル・オロスコ |

| 1975年9月30日 |

| ブラジル              | 1–3 | ペルー                               |
| ロベルト・バタタ 54分 |     | カサレト 19分 88分 · クビジャス 82分 |

| ミネイロン, ベロオリゾンテ 観客数: 75,000 主審: ミゲル・アンヘル・コメサナ |

| 1975年10月1日 |

| ウルグアイ              | 1–0 | コロンビア |
| モレナ 17分 (pen.) 80分 |     |            |

| エスタディオ・センテナリオ, モンテビデオ 観客数: 70,000 主審: ラファエル・オルマサバル |

| 1975年10月4日 |

| ペルー | 0–2 | ブラジル                               |
|        |     | メレンデス 10分 (o.g.) · カンポス 61分 |

| エスタディオ・アレハンドロ・ビジャヌエバ, リマ 観客数: 35,000 主審: アルトゥーロ・イトゥラルデ |

 (*) ペルーは抽選により勝ち抜きが決定

### 決勝
| 1975年10月16日 |

| コロンビア    | 1–0 | ペルー |
| カストロ 38分 |     |        |

| エスタディオ・エル・カンピン, ボゴタ 観客数: 50,000 主審: ミゲル・アンヘル・コメサナ |

| 1975年10月22日 |

| ペルー                          | 2–0 | コロンビア |
| オブリタス 18分 · ラミレス 44分 |     |            |

| エスタディオ・ナシオナル (リマ), リマ 観客数: 50,000 主審: フアン・シルバーニョ |

### 決勝再試合
| 1975年10月28日 |

| ペルー        | 1–0 | コロンビア |
| ソティル 25分 |     |            |

| エスタディオ・オリンピコ, カラカス 観客数: 30,000 主審: ラモン・バレット |

## 優勝
| コパ・アメリカ 1975 優勝 |
| ------------------------ |
| · ペルー · 2回目         |

## 得点者
| 4ゴール - レオポルド・ルケ - エルネスト・ディアス 3ゴール - マリオ・ケンペス - ダニエル・キジェル - オビディオ・メサ - ダニバウ - ネリーニョ - パリーニャ - ロベルト・バタタ - フアン・カルロス・オブリタス - オスワルド・ラミレス 2ゴール - オズワルド・アルディレス - マリオ・サナブリア | - カンポス - ルイス・アラネダ - ミゲル・アンヘル・ガンボア - ポンカノ・カストロ - ウィリントン・オルティス - ポロ・カレラ - ウーゴ・エンリケ・キエセ - クレメンテ・ロロン - エンリケ・カサレト - テオフィロ・クビジャス - ペルシ・ロハス 1ゴール - フリオ・アサド - ラモン・ボベダ - アメリコ・ガジェゴ - ロメウ・カンバリョータ | - セルヒオ・アウマダ - フリオ・クリソスト - カルロス・レイノソ - エドガル・アングロ - オスワルド・カレロ - エドゥアルド・レタト - ゴンサド・カスタニェダ - フェリックス・ラソ - カルロス・バエス - セサル・クエト - ウーゴ・ソティル - フェルナンド・モレナ - ラモン・イリアルテ オウンゴール - フリオ・メレンデス（対ブラジル） |

## 出場審判
- ロムアウド・アルッピ・フィーリョ
- アルナウド・セーザル・コエーリョ
- アルマンド・マルケス
- アルベルト・ドゥカテッリ
- アルトゥーロ・イトゥラルデ
- ミゲル・アンヘル・コメサナ
- フアン・ホセ・アルトゥナット
- ラモン・バレット
- エクトル・オルティス
- ラファエル・オルマサバル
- カルロス・ロブレス
- フアン・シルバーニョ
- カルロス・リベーロ
- ペドロ・レジェス
- セサル・オロスコ
- オマール・デルガド
- マリオ・フィオレンサ